# Michael Wutky

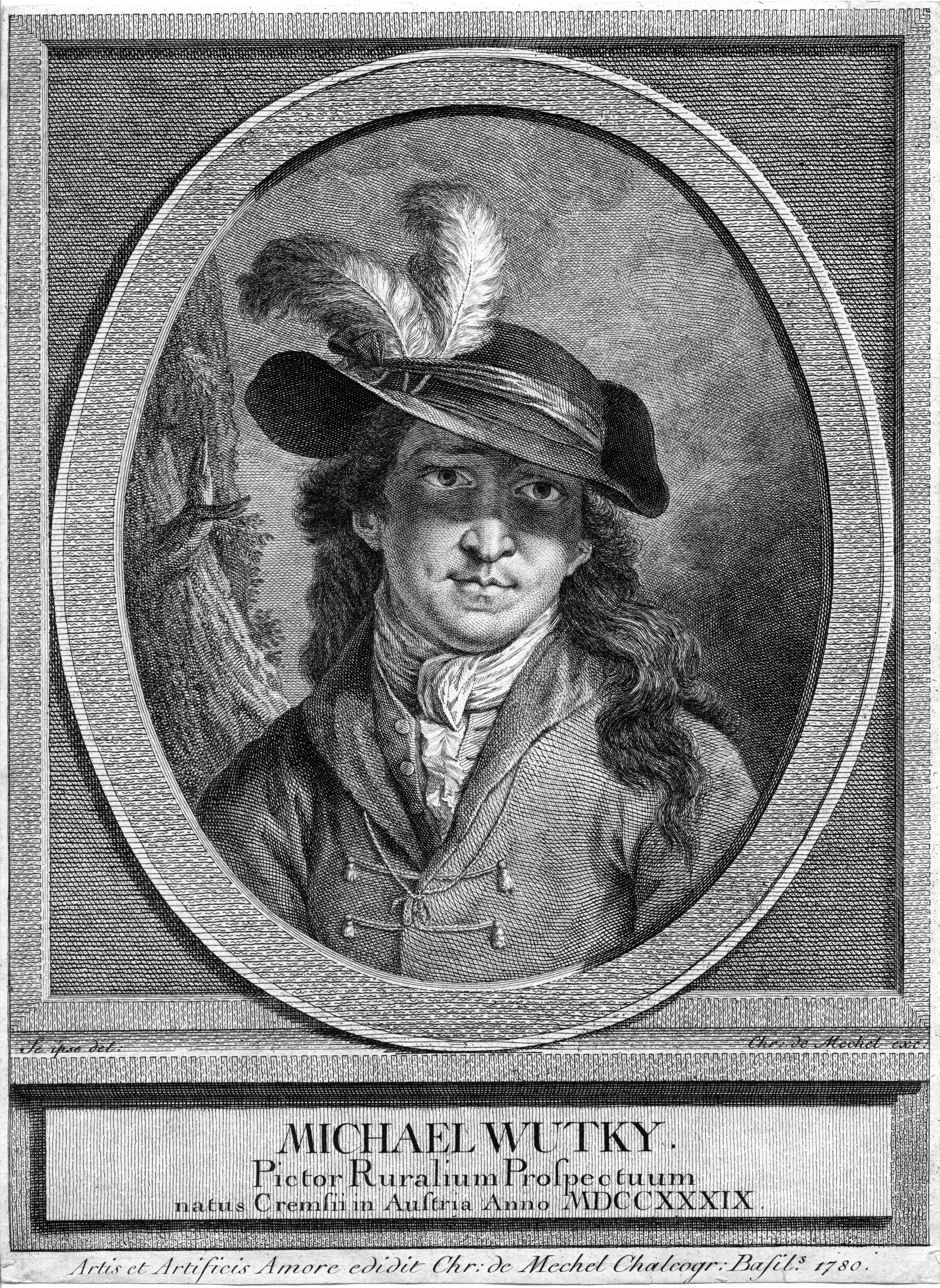
Michael Wutky (von Christian von Mechel nach einem Selbstporträt)

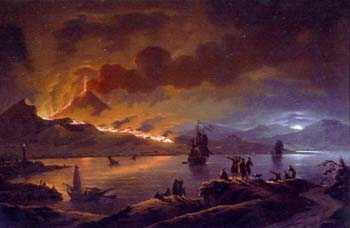
Der Ausbruch des Vesuv über den Golf von Neapel gesehen, Öl auf Leinwand

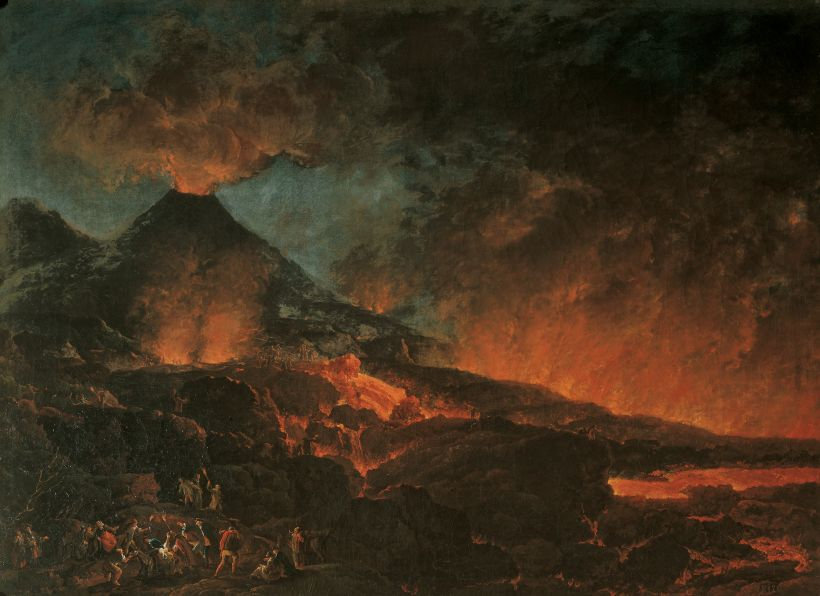
Ausbruch des Vesuv, Öl auf Leinwand

Michael Wutky (* 1739 in Krems an der Donau; † 23. September 1822 in Wien) war ein österreichischer Maler. Sein spätbarock beeinflusstes Werk befasst sich vor allem mit der Landschaftsmalerei.

## Leben und Wirken
Wutky war seit 1770 Mitglied der kaiserlichen Kunstakademie in Wien.
Zeitgenössische Bekanntheit erlangte Wutky während seines mehrjährigen Aufenthalts in Neapel (1772–85). Zu jener Zeit war der Vesuv besonders aktiv, und Wutky nutzte die Chance, sehr naturnahe und beeindruckende Bilder von den Eruptionen und den nachfolgenden Lavaströmen zu malen. In Begleitung des englischen Naturwissenschaftlers William Hamilton riskierte er sogar während der Ausbrüche Exkursionen bis in die nächste Nähe des Kraters. Die Studien, die er vor Ort erstellte, galten lange Zeit als die präzisesten naturwissenschaftlichen Darstellungen des Vulkanismus.